# 18世纪德意志历史
從1680年代到1789年，德意志地區由神聖羅馬帝國境內德許多小邦國組成。與此同時，各邦國發展了一種古典文化，在啟蒙運動中得到了最大的體現。此時德意志地區誕生了許多世界級的文學藝術領袖，如哲學家萊布尼茨和康德，文學家歌德和席勒，以及音樂家巴赫和貝多芬。

## 政治
從1640年起，勃蘭登堡-普魯士在大選帝侯腓特烈·威廉的領導下開始崛起。1648年的威斯特伐利亞和約簽訂，普魯士獲得了東波美拉尼亞。從1713年到1740年，“士兵國王”腓特烈·威廉一世，建立了一個高度集權、軍事化的國家。此時的普魯士擁有約300萬農村人口（而奧地利為900萬）。
1700年的德國人口為1600萬，到1750年略有增加到1700萬，到1800年增長更快，達到2400萬。戰爭仍在繼續，但對平民人口的破壞力已不再那麼嚴重。沒有發生飢荒和大流行病，但農業生產力的提高導致了更高的出生率和更低的死亡率。
在奧地利王位繼承戰爭中，瑪麗亞·特蕾莎為獲得王位繼承權的認可而戰。但在西里西亞戰爭和七年戰爭中，她不得不將95%的西里西亞割讓給普魯士的腓特烈二世。1763年奧地利、普魯士和薩克森簽訂胡貝圖斯堡和約後，普魯士正式成為歐洲大國。這開始了普魯士和奧地利之間爭奪德國領導權的競爭（這也被稱為德意志二元）。
從1763年起，為了反對貴族和公民的抵抗，普魯士和奧地利建立了“開明專制”，根據這種統治，統治者按照哲學家的最佳戒律進行統治。為了發展經濟進行了法律改革，包括廢除酷刑和改善猶太人的地位。農民的解放慢慢開始，各國開始實行義務教育。
1772-1795年，普魯士和奧地利參加了對波蘭的瓜分。普魯士佔領了前波蘭-立陶宛聯邦的西部領土，這些領土圍繞著普魯士現有的領土，而奧地利則將加利西亞的領土進一步向南。這種佔領導致了幾個世紀以來波蘭對日耳曼化的抵抗。

## 文化
1750年之前，德國上層階級經常向法國（或之前的意大利）尋求知識、文化和建築方面的經驗，此時法語是上流社會的語言。到18世紀中葉，啟蒙運動在音樂、哲學、科學和文學方面改變了德國的高雅文化。克里斯蒂安·沃爾夫（1679-1754）是向德國讀者闡述啟蒙運動的先驅作家，他使德語成為了一種哲學語言。
约翰·戈特弗里德·赫尔德（1744-1803）作為原始浪漫主義狂暴運動的領導者，在哲學和詩歌領域開闢了新天地。魏玛古典主义是一場基於魏玛的文化和文學運動，旨在通過綜合浪漫主義、古典主義和啟蒙思想來建立一種新的人文主義。從1772年到1805年，這場運動涉及赫爾德以及博學者約翰·沃爾夫岡·馮·歌德（1749-1832）和詩人兼歷史學家弗里德里希·席勒（1759-1805）。赫爾德認為，每個人都有自己獨特的身份，這體現在其語言和文化中。這使德國語言和文化的推廣合法化，並有助於塑造德國民族主義的發展。席勒的戲劇表達了他那一代人的躁動精神，描繪了主人公對抗社會壓力和命運力量的鬥爭。
由上流社會贊助的德國音樂在作曲家約翰·塞巴斯蒂安·巴赫(1685–1750)、約瑟夫·海頓(1732–1809)、沃爾夫岡·阿馬德烏斯·莫扎特(1756–1791)和路德維希·範·貝多芬的帶領下成長起來。
在遙遠的柯尼斯堡，哲學家伊曼努爾·康德（1724-1804）試圖調和理性主義和宗教信仰、個人自由和政治權威。康德的著作包含了基本的張力，這些張力將繼續影響德國思想——實際上是整個歐洲哲學——直到20世紀。德國啟蒙運動贏得了親王、貴族和中產階級的支持，並永久地重塑了文化。